# Newton Knight
Newton Knight (10 de noviembre de 1829 - 16 de febrero de 1922) fue un granjero y soldado del sur de Misisipi, Estados Unidos, conocido por ser el líder de la Compañía Knight, una banda de desertores del ejército de la Confederación, al que se enfrentaron durante la guerra de Secesión. 

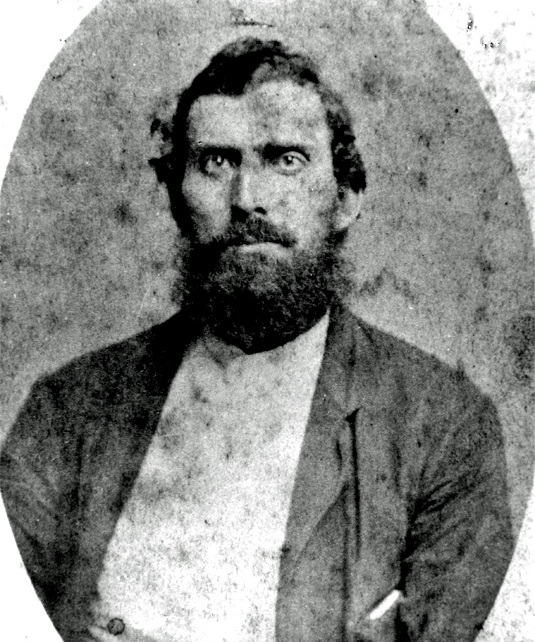
Fotografía de Newton Knight (1829-1922)

Según los cronistas locales, Knight y sus hombres establecieron el Estado libre de Jones en el condado de Jones, Misisipi, y alrededores durante el apogeo de la guerra. La naturaleza y el alcance de la oposición de la Compañía Knight contra el gobierno confederado es tema de discusión entre los historiadores. Después de la Guerra Civil, Knight se afilió al Partido Republicano. Era de ideas anti-racistas, y se oponía al esclavismo de la época entre los Demócratas del Sur. Participó en el Gobierno de Reconstrucción de Misisipi (el Gobierno Federal ocupó militarmente el Sur Confederado después de la Guerra), como miembro del Cuerpo de Alguaciles de los Estados Unidos (US Marshal). 
En 1875, se casó en segundas nupcias con Rachel, una esclava liberta, con la que tuvo cinco hijos. Pese a que era ilegal el matrimonio interracial, fueron reconocidos como matrimonio. Knight rompió con muchos paradigmas de su época e hizo sus propias leyes. Fue el primero en vivir en una comunidad interracial, el primero que tuvo una familia interracial y el primero en ser enterrado en un cementerio destinado a personas negras, para descansar al lado de Rachel.
El Capitán Knight, una figura heroica para el libertarianismo, ha sido una figura polémica en la región conservadora, con división de opiniones acerca de sus motivos y acciones. Esta controversia ha sido alimentada por la oposición racista ante la asociación de Knight con los esclavos durante la guerra y a su matrimonio con una esclava liberada una vez finalizada la contienda. El matrimonio puso en pie una pequeña comunidad multirracial en el sureste de Misissipi. Su matrimonio fue considerado ilegal ya que el Estado de Misissipi había prohibido los matrimonios interraciales antes y después de la guerra, a excepción de un periodo durante el Gobierno de Reconstrucción. Su descendiente directo, de aspecto caucásico aunque con un octavo de sangre africana, fue considerado mulato y condenado a cinco años.
En 1935, su primogénito, Thomas, publicó un libro sobre su figura, The life and activities of Captain Newton Knight: And his company and the Free State of Jones County, donde lo retrataba como un hombre recto y honrado que había rechazado luchar por una causa en la que no creía.

## Primeros años
Newton Knight nació cerca del río Leaf, en el condado de Jones, Misisipi, en noviembre de 1837. Su hijo, Tom Knight, en la biografía de su padre, estableció 1830 como el año de su nacimiento, y su sobrina nieta, Ethel Knight, escribió que había nacido en 1829. Sin embargo, el censo de 1900 registra que Knight nació en noviembre de 1837, probablemente por testimonio propio. Esta fecha es coherente con los censos de otros años. Probablemente fue su madre la que le enseñó a leer y escribir ya que no había escuelas públicas para los hijos de los pequeños propietarios.
Newton era nieto de John "Jackie" Knight (1773–1861), uno de los mayores esclavistas del condado de Jones antes de la guerra. El padre de Newton, Albert (1799–1862), sin embargo, ni tuvo esclavos ni heredó ninguno a la muerte de su padre. Newton Knight nunca tuvo esclavos. Su hijo escribió que su padre se oponía moralmente a la institución por sus creencias religiosas (era seguidor de la Primitive Baptist Church). De acuerdo con esas enseñanzas, Newton repudió el alcohol, a diferencia de su padre y su abuelo.
Newton Knight se casó con Serena Turner en 1858 y ambos se establecieron en una pequeña granja en el fronterizo condado de Jasper, Misisipi, justo al otro lado del límite de demarcación.

## Reconstrucción
En 1865, habiendo terminado la guerra, los ejércitos sureños estaban destruidos. La Unión había ganado la Guerra , pero no evitó de que los antiguos confederados regresaran a sus cargos y a la legislatura. Estos promulgaron de inmediato una serie de leyes que pusieron a los "negros" en otra forma de esclavitud, los "códigos negros".
La prueba de que Newt Knight era unionista (o antiesclavista) es observar su carrera durante la Reconstrucción. Rescató niños que aún estaban en esclavitud bajo la figura coercitiva del "aprendiz". En 1872 se convierte en alguacil adjunto; eso significaba que registraría a afroamericanos para votar. En 1875 el gobernador Ames lo nombra coronel en un regimiento de soldados negros. 
La guerra ya había terminado en 1865, pero continuó una guerra insurgente, de parte de los supremacistas blancos Sureños (y del KKK), que no querían aceptar el resultado de la guerra de Secesión y estaban decididos a revertirlo en la cabina de votación (pues no permitían el Registro de votantes afroamericanos). Ahí fue cuando Newt Knight fue llamado por el Gobierno Federal liderado por los republicanos y por el entonces presidente Ulysses S. Grant para ayudar a hacer respetar las enmiendas 14 y 15. Pero cuando quedó claro que los supremacistas blancos usarían la violencia en contra de las elecciones, y que los norteños no enviarían tropas federales para evitarlo, Newton se ocupó de proteger a Rachel y a sus descendientes, cediéndoles una gran extensión de sus tierras.

## Cultura
El cine ha llevado su vida a las pantalla grande, como inspiración en Raíces de pasión (Tap Roots), dirigida en 1948 por George Marshall, y más explícitamente en Los hombres libres de Jones (Free State of Jones), dirigida por Gary Ross y protagonizada por Matthew McConaughey como Newton Knight, y estrenada en junio de 2016.